# Hujia (köping i Kina, lat 29,24, long 105,22)
Hujia (kinesiska: 胡家镇, 胡家) är en köping i Kina. Den ligger i provinsen Sichuan, i den sydvästra delen av landet, omkring 190 kilometer sydost om provinshuvudstaden Chengdu.
Genomsnittlig årsnederbörd är 1 434 millimeter. Den regnigaste månaden är september, med i genomsnitt 295 mm nederbörd, och den torraste är december, med 19 mm nederbörd.